# Vittorio Zampedri
Vittorio Zampedri (Brescia, 24 ottobre 1911 – Russia, 25 marzo 1943) è stato un calciatore italiano, di ruolo portiere.

## Carriera
Cresciuto nel Brescia, disputa il campionato di Prima Divisione 1933-1934 con la squadra B delle Rondinelle. L'anno successivo gioca 3 partite in Serie A subendo 6 reti; fa il suo esordio il 21 ottobre 1934 in Pro Vercelli-Brescia (1-1). Rimane tra le riserve del Brescia fino al 1938, quando viene posto in lista di trasferimento.

## Biografia
Combatté nel corso della seconda guerra mondiale, perendo in Unione Sovietica nel 1943.